# Skyttegravskrig

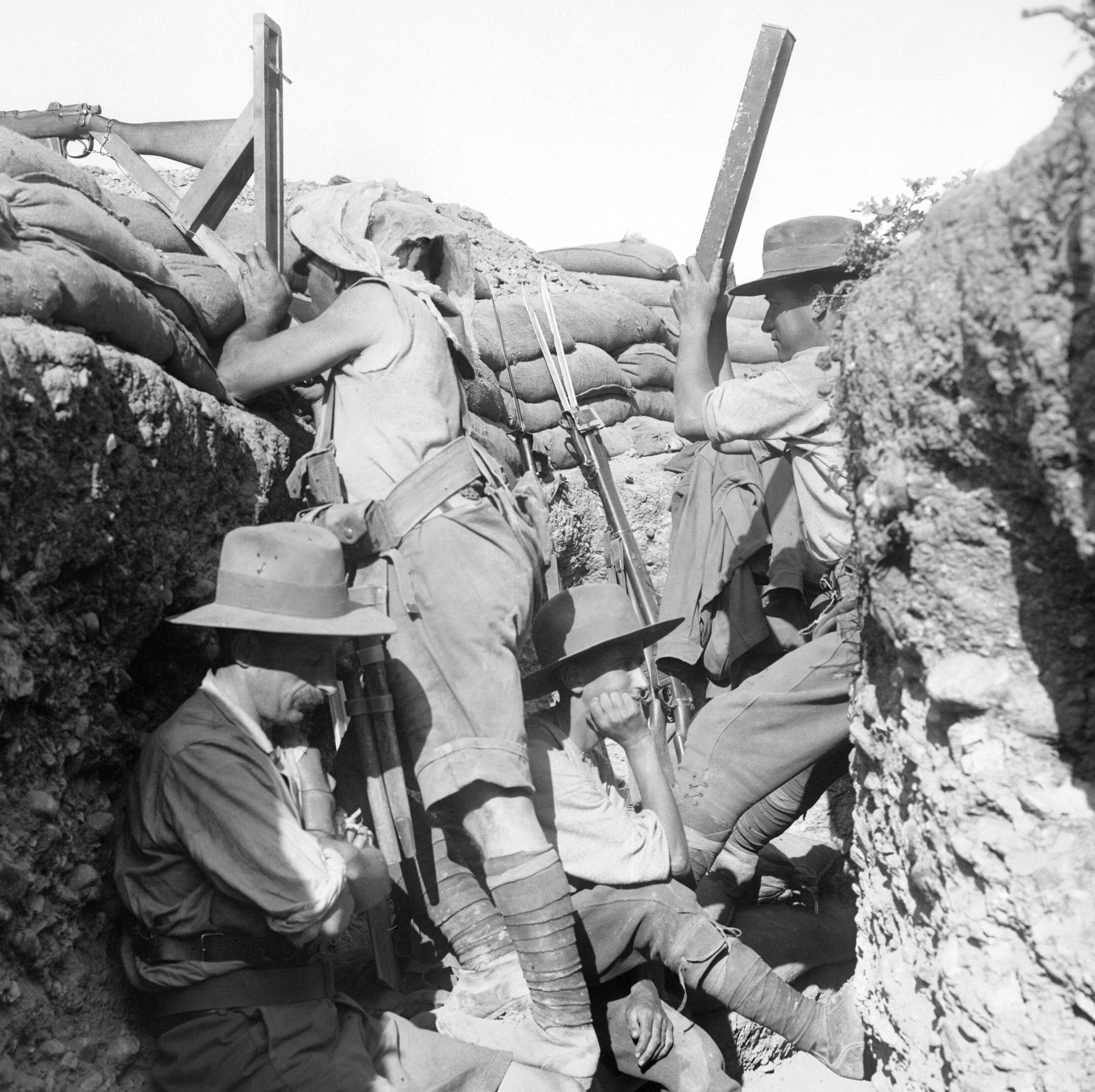
Australiska soldater använder ett periskopgevär under slaget vid Gallipoli 1915.

Skyttegravskrig är en sorts krig där båda de stridande arméerna har stillastående försvarslinjer. Skyttegravskrig uppstod när stora framsteg gjordes inom vapentekniken, men inte inom rörlighet och kommunikation. De förekom bland annat under amerikanska inbördeskriget (1861–1865) och rysk-japanska kriget (1904–1905) och nådde sin kulmen i brutalitet och blodspillan på västfronten under första världskriget (1914–1918).

## Bakgrund
Befästningar är nästan lika gamla som kriget självt, men de relativt små arméerna och vapnens korta räckvidd gjorde det länge omöjligt att försvara mer än en kort defensiv linje eller ett isolerat område. De mycket långa fortifikationerna från gamla tider, som den kinesiska muren och Hadrianus mur, var undantag från regeln. De var inte heller avsedda att hålla ute alla fientliga angrepp utan snarare att försvåra för fienden att genomföra ett storskaligt angrepp.
Befästnings- och vapenteknik gjorde stora framsteg från 1500-talet och framåt, men uppfinningarna av långbågen, musköten eller artilleriet ändrade inte det faktum att en massiv stormning på en punkt snabbt kunde bryta igenom ett försvar och därefter rulla upp hela försvarslinjen.

## Utveckling
Den första viktiga utvecklingen för skyttegravskrig var introduktionen av massenrollerade arméer under franska revolutionen och napoleonkrigen. Tidigare hade arméerna alltid bestått av ett litet antal soldater som inte kunde försvara ett större område särskilt länge. Slagen var antingen korta eller degenererade till belägringskrig. Större arméer gjorde det svårt för en armé att kringränna den andra, men det var fortfarande möjligt att genom kavalleri- eller infanterianfall bryta igenom motståndarens försvarslinjer i en direkt attack. Ett exempel på en tidig befäst militär linje, som sträckte sig flera kilometer, var Torres Vedras-linjen (1810), vilken byggdes av portugiserna under ledning av Royal Engineers i den brittiska armén under spanska frihetskriget.
Det som fick anfallen att mer och mer likna självmordsuppdrag var utvecklingen av skjutvapenteknologin i mitten av 1800-talet. När det amerikanska inbördeskriget började 1861 utkämpades det med samma taktiker som hade använts under Napoleons tid och flera hundra år dessförinnan. När kriget nådde sitt blodiga slut 1865 hade det gett en försmak av första världskriget, komplett med skyttegravar, Gatlings kanon, fältbefästningar och mycket stort antal döda. Belägringen av Petersburg, nära slutet av kriget, står med sina skyttegravar och statiska formationer i skarp kontrast mot de tidigare slagen, till exempel första slaget vid Bull Run och Picketts attack under slaget vid Gettysburg, och visade att det var militärt sett fruktlöst att göra ett direkt anfall mot en befäst fiendelinje.
Skillnaden mellan slagen berodde på två huvudfaktorer. Den första var den starkt ökande tillverkningen av gevär (till exempel .58 Springfield), som tillverkades i tusental. Eftersom de var effektiva på dubbla avståndet jämfört med ett typiskt oräfflat gevär från napoleontiden kunde soldater bakom ett skydd hålla angriparna på ett mycket större avstånd än förut. Vapnen var dessutom bakladdade och kunde laddas om i betäckning, och enhetspatroner som drastiskt minskade omladdningstiden 
```
[
förtydliga
]
```

. Angriparna kunde inte passera det område som var inom skotthåll fort nog utan att lida stora förluster. Det fanns inte någon motsvarande förändring i tekniken som gjorde det möjligt att korsa zonen man var under eld i snabbare. Repetergevär, som infördes i slutet av inbördeskriget, ökade också drastiskt eldfrekvensen och därmed antalet offer. Den andra faktorn var att kolonnformationerna från napoleontiden levde kvar, vilket gjorde förlusterna större. Man hade inte heller något praktiskt kroppspansar. 
Efter amerikanska inbördeskriget fortsatte den tekniska utvecklingen med betydelse för krigföringen på en rad punkter. En sådan var utvecklingen av taggtråd (uppfunnen 1874), som i sig själv gjorde liten skada men som saktade ner angriparna och därmed gav försvararna tid att orsaka mycket större förluster. Den andra var förbättringarna inom artilleriet. Artilleri i en eller annan form hade varit en del av krigföringen sen den klassiska tiden och från utvecklingen av krutet till införandet av skyttegravskriget på 1860-talet hade det varit den dödligaste attacken. I och med utvecklingen av bakladdare av Krupp var mycket av dess forna dödlighet återställd. Den tredje var introduktionen av explosiva granater vilka sextonfaldigade dödligheten. Slutligen innebar införandet av hydrauliska rekyldämpare, som på den franska Canon de 75 modèle 1897, en signifikant ökning i eldgivningsfrekvensen. Detta gjorde att artilleriet blev mycket effektivt på 1870-talet och zonen som var inom skotthåll mellan angripare och försvarare blev ett ingenmansland, för farligt att försöka korsa. Gatlings kanoner hade varit nog så dödliga på slagfältet, men hade en ganska begränsad eldhastighet och var komplicerade att använda. Med vattenkylda Maximkulsprutor kunde en väl förberedd trupp med ganska små enheter stoppa stora anfall, med enorma förluster på den anfallandes sida.

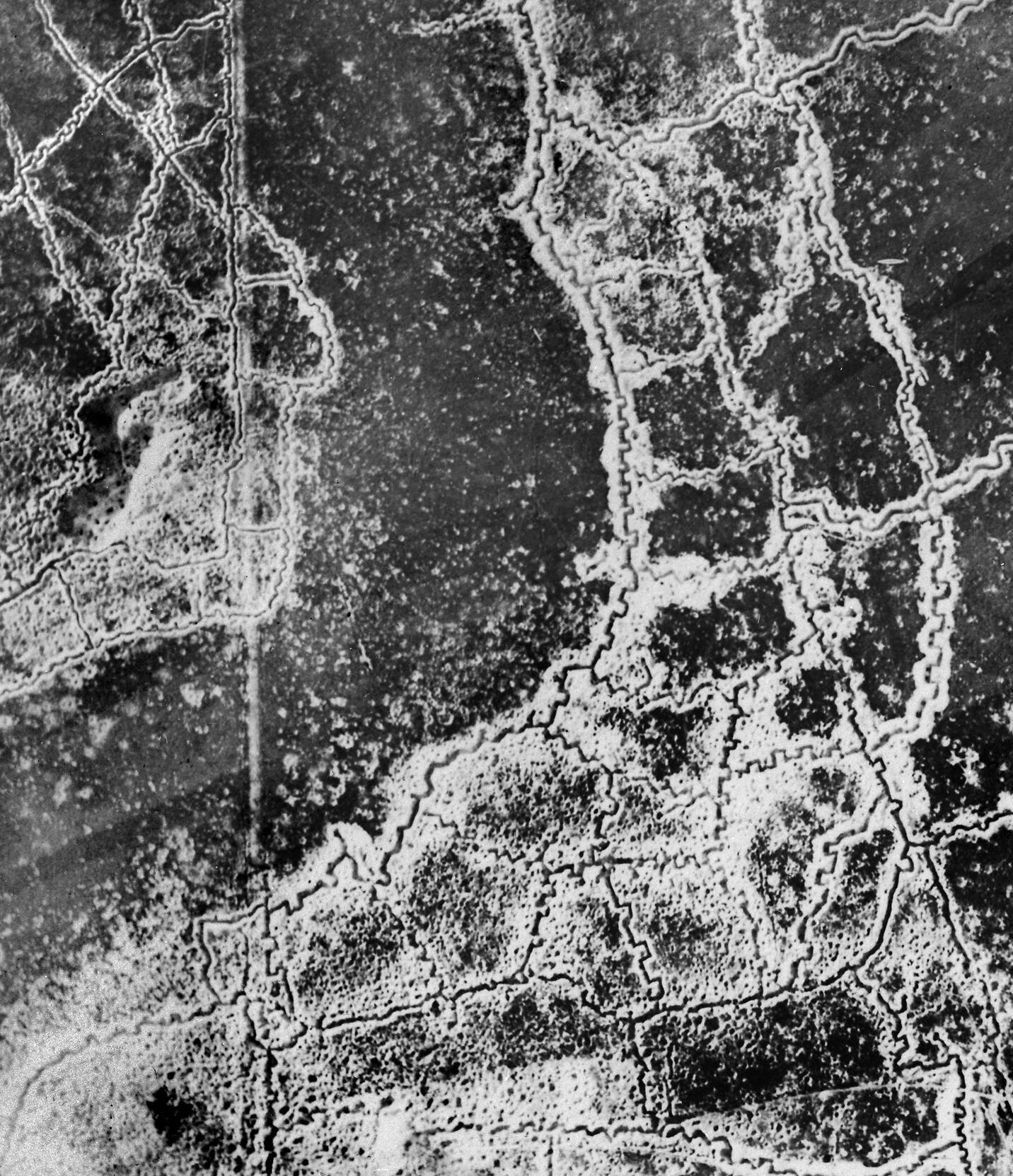
Flygfoto över skyttegravssystemet mellan Loos och Hulluch, juli 1917. Tyskarnas skyttegravar i högra och nedre delen, de brittiska i övre vänstra hörnet.

Vid början av första världskriget hade mycket hänt med krigföringen sedan Napoleons dagar. Arméerna samlades inte alls på framryckning över öppna fält längre utan ofta genom skogsområden, på grund av artilleriets precision och granaternas stora effekt. Man undvek också ställningar i för öppna och lätt observerbara lägen, för att undvika att bli för lättillgängliga mål för fiendens artilleri. Infanteriets skyttelinjer placerades också oftast bakom stengärdesgårdar, knästående eller liggande för att utgöra mindre mål. Den militära utvecklingen hade dock fortsatt efter det senaste större europeiska kriget, fransk-tyska kriget. Boerkriget och rysk-japanska kriget hade inneburit viktiga lärdomar, men man förstod inte vad dessa skulle komma att betyda för ett krig mellan stora modernt rustade arméer i ett område med goda kommunikationer. Alla förutsättningar för stillastående krigföring fanns där även om få insåg det ännu. Så fort kriget brutit ut blev det uppenbart att ett grunt hål i marken kunde försvaras effektivt med en handfull infanterister så en stormning var utesluten.
Under krigets första månad på västfronten inleddes kriget på traditionellt sätt under tyskarnas första offensiv genom Belgien, men efter slaget vid Aisne 1914 grävde de allierade och tyska arméerna ned sig i ställningar, som efter en rad försök att kringränna fiendens trupper kom att löpa som två parallella skyttegravssystem från den schweiziska gränsen till nordsjökusten i Belgien. Skyttegravskriget pågick på västfronten ända från 1914 till den tyska våroffensiven som startade den 21 mars 1918.
Under krigets lopp växte skyttegravssystemet från improviserade försvarsverk de första krigsmånaderna till påkostade och komplicerade system. Det typiska avståndet mellan skyttegravarna var mellan 90 och 360 meter, ett område som kallades ingenmansland. På östfronten var avstånden större och längre från fabrikerna som producerade betong, ammunition och taggtråd, så det utvecklades aldrig försvarssystem i samma skala. Främsta orsaken var dock problem med kommunikationerna. Det gick helt enkelt inte att förflytta trupper tillräckligt snabbt över de stora avstånden, något som gjorde ett slutet frontsystem omöjligt.

## Försvarssystem
I början av kriget beskrev den brittiska doktrinen ett system av tre parallella skyttegravar. Varje linje kopplades samman med löpgravar. Skärningspunkten mellan frontskyttegraven och löpgraven var en viktig punkt som var bra försvarad, speciellt vid solens upp- och nedgång. Då stod hela garnisonen klar i det som britterna kallade "stand to". Runt 60–90 meter bakom den första skyttegraven låg en stödgrav eller kommunikationsgrav. Här samlade garnisonen sig om frontgraven var under artillerield. Bakerst, omkring 250–400 meter bakom frontgraven, låg en reservgrav. Här var det meningen att samla sig till motangrepp om de första gravarna blev erövrade. Detta upplägg blev omodernt allt eftersom artilleriet blev bättre.
Tillfälliga skyttegravar byggdes också. Dessa kunde användas till att ge skydd åt avdelningar som skulle delta i ett angrepp, eller för att sappörer skulle kunna ta sig ut i ingenmansland.
Långt bakom fronten, flera kilometer från de bakre linjerna, låg ofta en uppsättning reservskyttegravar, helt eller delvis förberedda. Dessa skulle användas om man blev tvungen att dra sig tillbaka från sina ställningar. Tyskarna var särskilt flitiga med detta. Vid slaget vid Somme hade de två kompletta skyttegravsanläggningar, med ett tredje under uppförande. Sådana djupa försvarsverk nästan omöjliggjorde ett genombrott.

## Konstruktion av skyttegravar

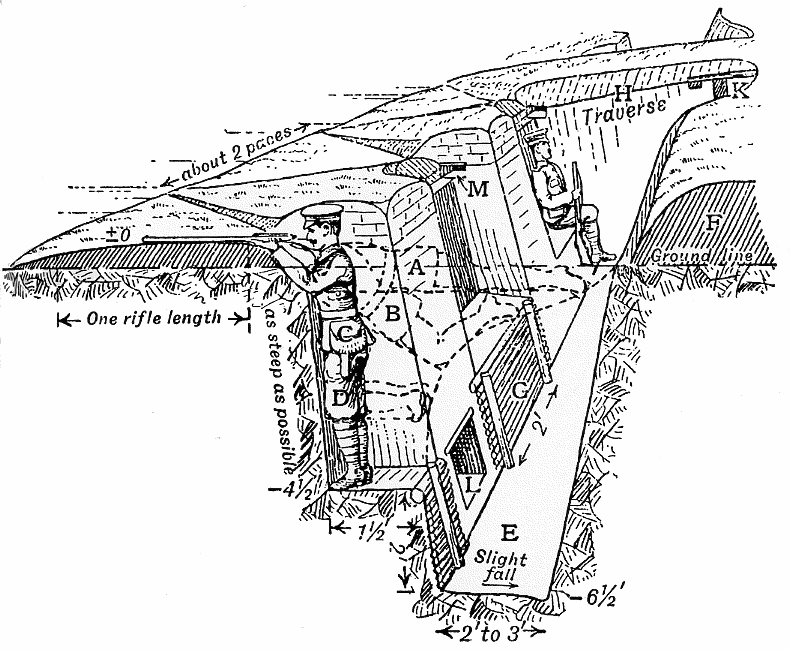
Konstruktion av skyttegrav från en brittisk handbok i fältarbete från 1914.

Skyttegravar var aldrig raka. De byggdes i sicksack, så att en fiende som tog sig in i skyttegraven inte skulle kunna skjuta längs med den. Effekten av handgranater blev också reducerad. Sidan som vette mot fienden hade ett steg som soldaterna kunde stå på för att skjuta. Bägge sidorna var förstärkta med timmer, sandsäckar och taggtråd. Botten av graven var vanligtvis belagt med träplankor.
Så kallade dugouts (skyddsrum) med varierande grad av lyx kunde byggas i stödgravarna. Britterna grävde sig vanligtvis 2,5–5 meter ner, medan tyskarna grävde ner sig i upp till tre etage med betongtrappor emellan.
För att kunna se ut ur skyttegravarna hade soldaterna små titthål. En del titthål var bara hål mellan sandsäckarna, medan andra var täckta av små stålplattor. Ett vanligt redskap var periskopet, i sin enklaste form bara två speglar på en pinne.
Skyttegravarna kunde grävas på tre sätt. Antingen ovanifrån och ner, men detta utsatte manskapet för beskjutning, eller från sidan, men då var det få som kunde jobba samtidigt. Det tredje alternativet var att först gräva en tunnel och sedan ta bort taket då skyttegraven var färdig. Enligt brittiska riktlinjer, tog det 450 man sex timmars nattarbete att gräva 250 meter skyttegrav.
Högt vattenstånd och dålig dränering gjorde att skyttegravarna ofta hade vatten stående i botten. Speciellt illa var det i Flandern där många av de hårdaste slagen stod. Som en konsekvens av detta var många så kallade skyttegravar i Flandern egentligen konstruerade uppe på marken med sandsäckar.

## Strategi och taktik

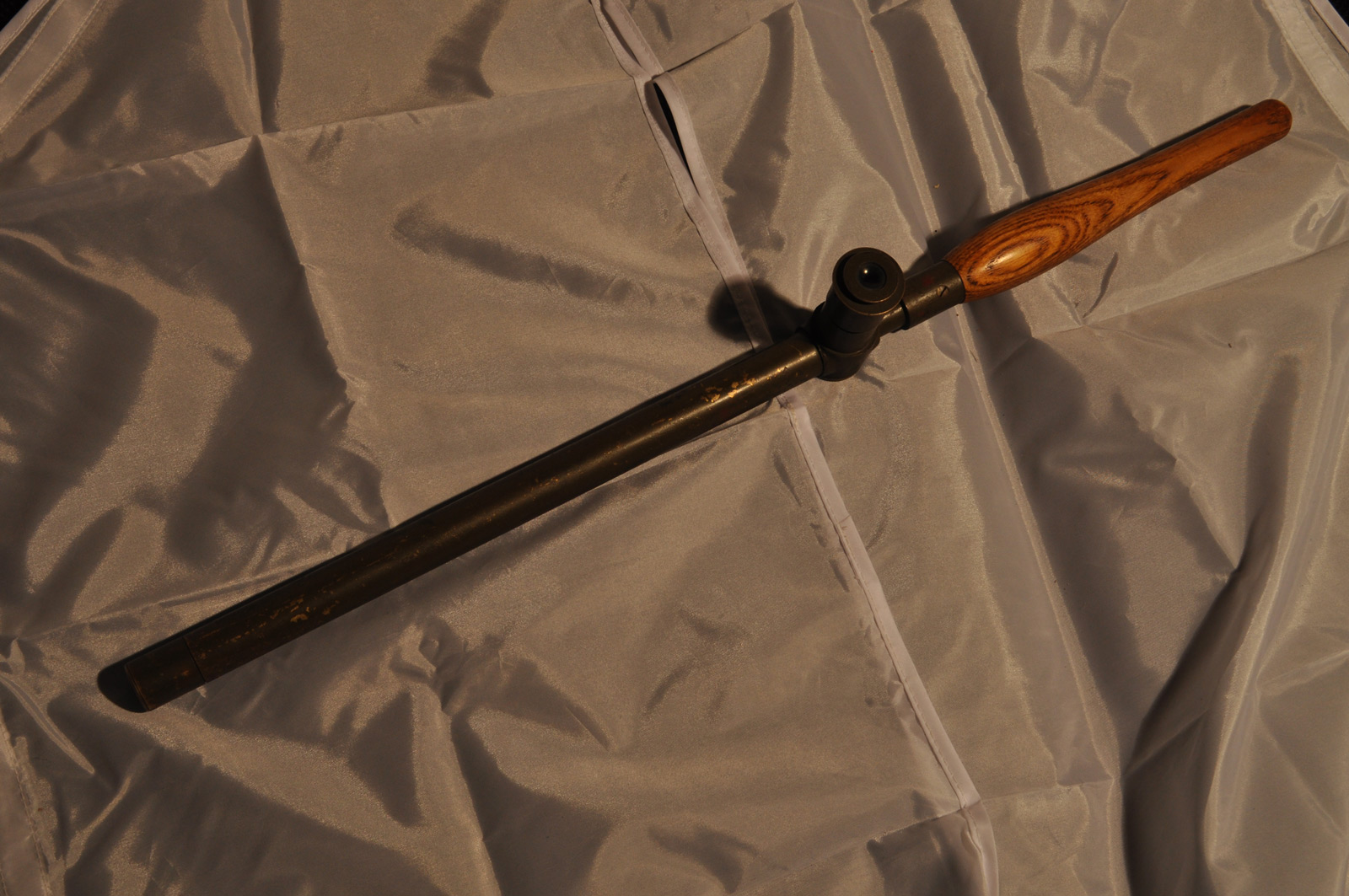
Periskop användes i skyttegravarna för att kunna observera fiendens rörelser utan att riskera att bli ihjälskjuten.

Den grundläggande strategin i skyttegravskrig var att försvara sin egen position medan man försökte få till ett genombrott till fiendens bakre områden. Detta slutade i ett utmattningskrig, då båda sidor använda sina resurser för att gradvis tära på motståndarnas resurser i hopp om att motståndaren först skulle vara ur stånd att föra krig. Detta hindrade inte att ambitiösa militära ledare från att försöka att slå ut motståndaren med ett kraftigt angrepp – det var bara det att sådana angrepp slutade i regel med stora förluster för den angripande sidan. Ett exempel är överbefälhavaren i den brittiska armén under första världskriget, general Douglas Haig. Han var konstant på utkik efter det definitiva genombrottet där han sedan kunde anfalla med sina kavalleridivisioner. Hans två stora offensiver i Somme 1916 och Flandern 1917, degenererade snabbt till kostsamma utmattningskrig. Ett annat exempel från första världskriget är tyskarna, som under slaget vid Verdun försökte slita ut fienden med avsikten att "låta den franska armén förblöda".
Tidigt under första världskriget var den vanliga anfallstaktiken att en våg av soldater, med bajonett på gevären, gick över kanten på skyttegraven samtidigt och marscherade på linje över ingenmansland. Exempel på lyckade användningar av den här taktiken är få då soldaterna blev utsatta för kraftig maskingevärseld från fienden. Senare under kriget blev det vanligare att anfalla på natten från en framskjuten position i ingenmansland, på ett ställe där taggtråden var klippt på förhand.
År 1917 tog tyskarna fram en infiltrationstaktik där de med små grupper välutbildade och välutrustade soldater angrep svaga punkter, undvek starka punkter och trängde långt in i på fiendens område. Deras avancemang begränsades framförallt av försörjnings- och kommunikationslinjerna.
Artilleriet hade två roller i ett infanteriangrepp. Det ena var under förberedelserna då de hade som uppgift att förstöra fiendens försvarsverk och jaga bort dem från frontlinjen och därefter täckte de framryckningen med en vägg av artillerield som infanteriet kunde rycka fram bakom.
Att inta målet var bara halva slaget; man måste också hålla det mot fiendens oundvikliga motangrepp. Infanteriet var inte bara tvungna att ta med sig vapen och ammunition för att ta skyttegraven, utan också sandsäckar, taggtråd, spadar och hackor för att befästa den mot motangreppet. Tyskarna la stor vikt vid ögonblickliga motangrepp, något som britterna utnyttjade från 1917 då de begränsade framryckningen för att kunna möta motangreppet från en stark position.

## Tunnelkrig
I slutet av 1914 började tyskarna gräva tunnlar under skyttegravarna och detonera sprängladdningar. Efter att de lyckades spränga en hel indisk brigad i luften i Belgien så började fransmännen och britter inse att de behövde egna tunnelstyrkor. I början av kriget hade de ganska primitiv utrustning men 1917 hade man börjat använda luft- och vattenpumpar, geofoner och ammonal istället för krut. Tunnelkompanierna bestod framförallt av soldater som var gruvarbetare i det civila. När sprängladdningarna väl hade kommit på plats gällde det att detonera dem vid exakt rätt tidpunkt. Om de sprängdes för tidigt skulle motståndarna hinna ta tillbaka området och om de sprängdes för sent riskerade man att spränga de egna i luften.
Ibland hände det att de olika sidorna grävde in i varandras tunnlar varvid ett handgemäng med hackor och spadar utbröt. De kunde också spränga en "camouflet", som kunde begrava motsatta sidans tunnelarbetare men lämnade den egna tunneln oförstörd. Arbetsförhållandena i tunnlarna var mycket hårda och man kunde drabbas av syrebrist och behöva arbeta i 30 cm högt kallvatten.

## Livet i skyttegravarna

En vakt i en skyttegrav nära La Boiselle under slaget vid Somme, juli 1916.

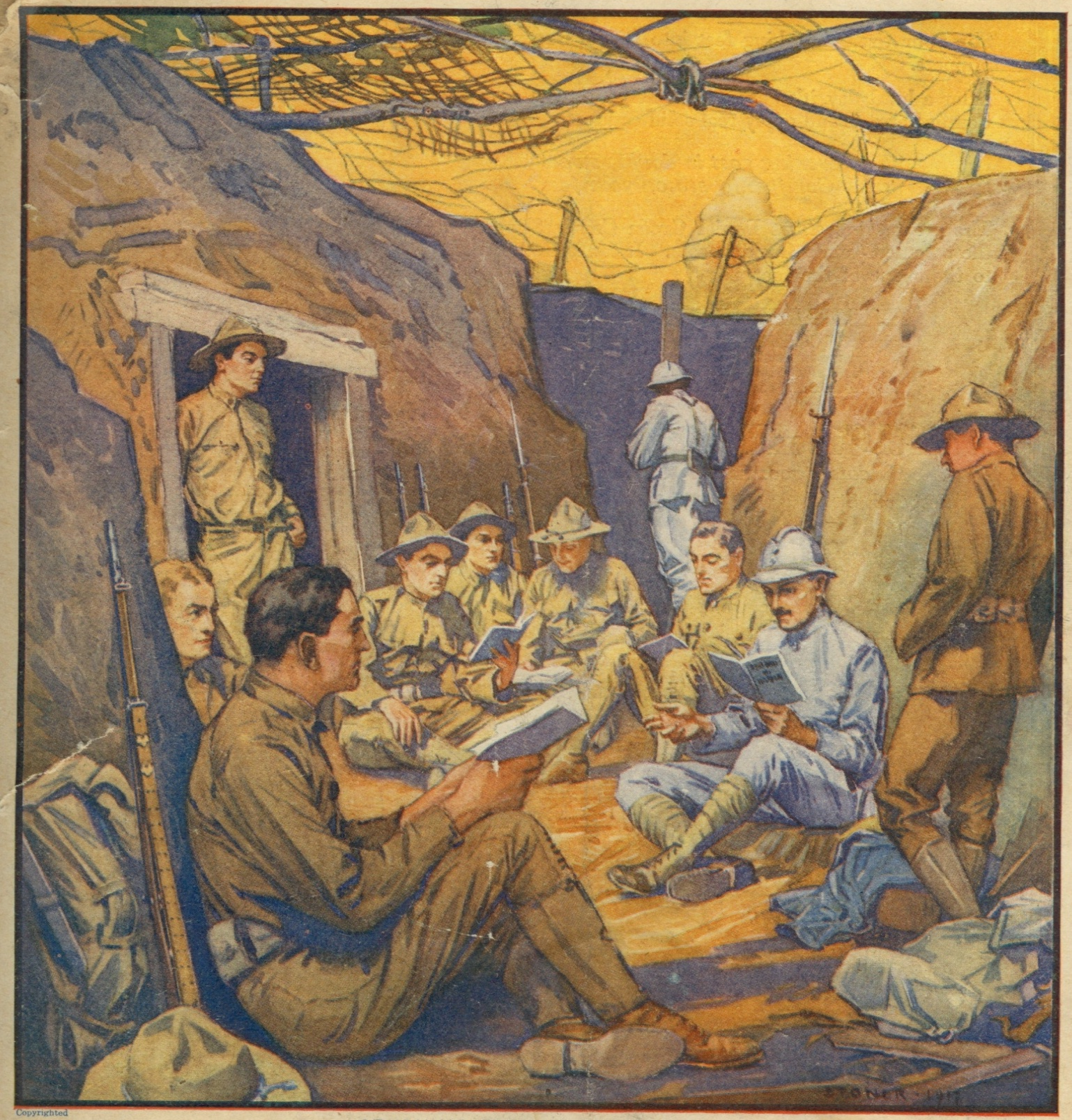
"Franskstudier i skyttegraven", The Literary Digest, 17 oktober 1917.

En soldats vistelse i frontlinjen var ofta kort; från en dag till två veckor. En typisk soldats år kan delas upp så här
- 70 dagar i frontlinjen
- 30 dagar i stödlinjen
- 120 dagar i reserven
- 70 dagar vila
- 2 veckor permission
- annat (sjukhus, resa, utbildning och så vidare)

Även när soldaterna var vid fronten, blev de typiskt satta i strid endast en handfull gånger per år. Detta kunde vara ett anfall, försvar mot ett fientligt anfall eller mindre operationer. Elitdivisionerna kunde sättas in flera gånger som till exempel de brittiska reguljära divisionerna, de kanadensiska armékårerna, de franska XX Corps och Anzac-styrkorna.
Några delar av fronten var inaktiva genom hela kriget, något som gjorde livet i skyttegravarna förhållandevis lätt. Andra delar var alltid aktiva och speciellt var britterna i Ypres ständigt under hård attack. Oavsett så var det dagliga dödsfall i de stilla delarna på grund av prickskytte-eld, artilleri och stridsgas. Under de första sex månaderna av 1916, före Somme-offensiven, var inte brittiska styrkor involverade i något slag på västfronten, men likväl hade de 107 776 döda.
Ett frontavsnitt blev ofta tilldelat en armékår som vanligtvis var indelad i tre divisioner. Två av dessa höll var sitt frontavsnitt och den tredje befann sig i de bakre leden för att vila. Detta mönster upprepade sig nedåt i organisationen: Av divisionens tre brigader var två i fronten och den tredje i reserven och så vidare ner i underavdelningarna. Ju lägre en avdelning var, desto oftare blev den roterad in och ut ur frontlinjetjänst.
Under dagtid gjorde krypskyttar och artilleriobservatörer i ballonger det svårt att röra sig så fronten var vanligtvis stilla. På natten ökade aktiviteten eftersom mörkret gjorde att man kunde flytta på styrkor och utrustning, underhålla skyttegravarna och taggtråden och sända ut rekognoseringstrupper för att kartlägga fiendens ställningar eller ta reda på om de gjorde förberedelser för angrepp.
Mindre räder utfördes också för att ta fångar eller erövra dokument. Genomgående under kriget var britterna särskilt aktiva med detta, då de såg det som nyttigt för att hålla uppe moralen i de egna styrkorna och för att inte ge tyskarna fritt spelrum i ingenmansland. Raiderna var ofta kostsamma affärer och en brittisk analys efter kriget visade att det sannolikt inte varit värt besväret.
Tidigt under kriget var det möjligt med överraskningsanfall och speciellt kanadensarna använde sig av detta, men senare gjorde den ökade beredskapen detta svårare och svårare. År 1916 hade anfallen blivit ett noga koordinerat samarbete mellan artilleri och infanteri. Ett anfall började med intensiv artillerield som hade till syfte att driva bort försvararna från frontlinjen och förstöra taggtråden. Senare under anfallet kunde artilleriet användas för att hindra fiendens förstärkningar att komma fram. Under reträtt öppnade man spärreld efter hand som man drog sig tillbaka så att fiendens styrkor inte skulle kunna följa efter.
Stanken i området kring skyttegravarna var fruktansvärd, ruttnande lik kunde ligga i tusental i ytliga gravar och latrinerna var ofta överfulla. Soldater som inte kunde tvätta sig på flera veckor eller månader gav ifrån sig odör av torkad svett. Det luktade också från desinfektionsmedel, ruttnande sandsäckar och cigarettrök. Skyttegravarna invaderades också av miljontals råttor. De åt av liken på slagfältet och växte sig stora som katter och de invaderade skyddsrummen för att söka skydd. Råttor som kröp över ansiktet på sovande soldater var vanligt. Att skjuta på råttorna var förbjudet då det sågs som ett meningslöst slösande av ammunition. Trots detta var det många som sköt och jagade dem med bajonetter, men detta kunde inte begränsa antalet råttor särskilt mycket. Löss var också ett vanligt problem. De förökade sig i sömmarna på de smutsiga kläderna och kliade oavbrutet. De orsakade också sjukdomen skyttegravsfeber.

## Döden i skyttegravarna

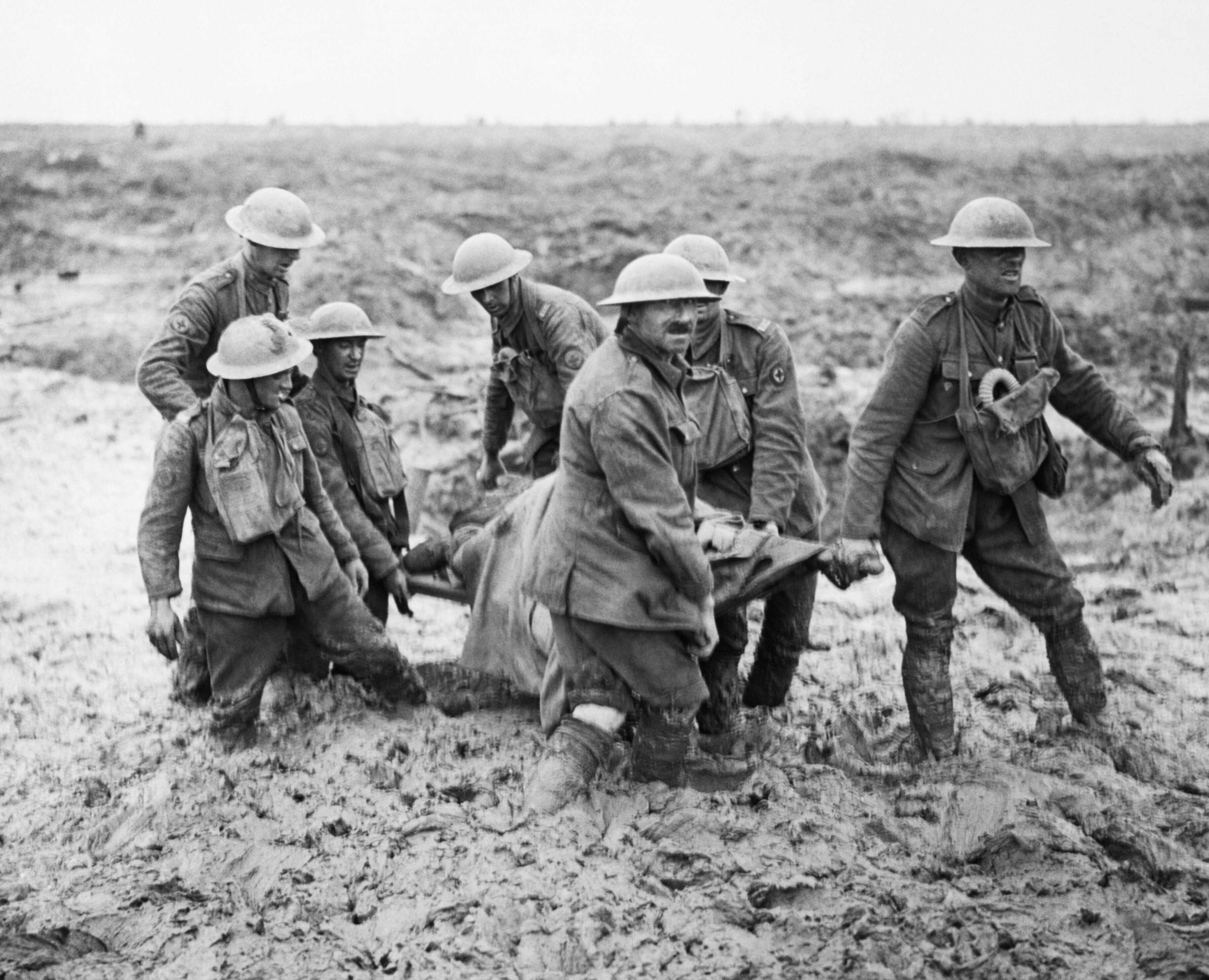
Bårbärare, Passchendale, augusti 1917

Under första världskriget var striderna så intensiva att omkring 10 % av de stridande soldaterna stupade. Jämfört med 5 % under andra boerkriget och 4,5 % under andra världskriget. För soldater från Storbritannien och Samväldet var andelen 12 % och andelen stupade och sårade tillsammans var 56 %. Om man också tar hänsyn till att det för varje frontsoldat fanns 3 soldater i stödjefunktioner (artilleri, träng, sjukvård) var det osannolikt för en stridande soldat att klara sig igenom kriget utan att bli skadad på något sätt.
Medicinen var relativt primitiv, till exempel var inte antibiotika upptäckt ännu. Små skador kunde vara dödliga om de blev infekterade och utvecklade kallbrand. Hos tyskarna ledde 12 % av alla benskador och 23 % av alla armskador till döden, huvudsakligen på grund av infektioner. Hos amerikanerna dog 44 % av de som fick kallbrand. Hälften av de med en huvudskada dog och bara 1 % av de med bukskador överlevde.
Tre fjärdedelar av skadorna kom från artillerield. Ett sår orsakat av splitter från en artillerigranat var ofta värre än de från en kula. Splittret var ofta mer förorenat vilket betydde högre infektionsrisk. De psykologiska skadorna från artillerielden var också stora. Soldater som måste uthärda en längre tids bombardering fick ofta posttraumatiskt stressyndrom, något som man inte förstod vidden av på den tiden.
Som i många andra krig var den vanligaste dödsorsaken under första världskriget sjukdom. De sanitära förhållandena i skyttegravarna var dåliga och vanliga sjukdomar var dysenteri, tyfus och kolera. Många soldater led av parasiter och plågor som skyttegravsfot. En annan dödsorsak var exponeringen för väder och vind, eftersom temperaturen ofta kunde vara under fryspunkten.
Döda kroppar blev ofta liggande i ingenmansland ända till fronten flyttade sig och de hade då blivit mycket svåra att identifiera. På några slagfält, som det vid Nek i Gallipoli, blev de döda inte begravda förrän efter kriget. Över hela västfronten fann man döda efter kriget efterhand som åkrar plöjdes och källare grävdes ur.
Flera gånger under kriget, särskilt tidigt i kriget, förhandlades officiella vapenvilor fram så att de döda kunde hämtas från ingenmansland och begravas. I allmänhet var inte befälhavarna förtjusta i några avbrott i striderna av humanitära skäl och de beordrade sina trupper att inte tillåta fiendens bårbärare att operera i ingenmansland. Dessa order blev dock nästan uteslutande ignorerade av de stridande soldaterna på båda sidor, då de visste om att det var i båda sidors intresse att de sårade kunde hämtas. Så snart som stridigheterna upphörde gav sig grupper av bårbärare, med röda kors-flaggor, ut i ingenmansland för att hämta de sårade. Vid enstaka tillfällen utnyttjades dessa inofficiella vapenvilor till att sända ut rekognoseringstrupper eller för att förstärka eller avlasta en garnison. En berömd vapenvila inträffade julen 1914 vid fronten nära Armentieres. Tyska soldater började sjunga julsånger och soldaterna lämnade sina skyttegravarna för att byta presenter och historier och spela flera fotbollsmatcher.

## Skyttegravskrigets vapen

### Infanterivapen
En vanlig infanterisoldat hade fyra olika vapen att använda i skyttegraven: gevär, bajonett, hagelgevär och handgranat.
Det brittiska standardgeväret var en 7 mm Short Magazine Lee-Enfield (SMLE), ursprungligen utvecklad som en kavallerikarbin, med en maximal räckvidd på 1800 m, dock med en effektivitet inom 180 m. Tidigt i kriget kunde britterna besegra tyskarna i Mons och Ypres genom att använda samlad gevärseld, men allt eftersom skyttegravarna utvecklades, blev tillfällena att samla ihop en linje av gevärsskyttar allt mer sällsynta. Den tyska motsvarigheten till Lee-Enfield var 8 mm Mauser Gewehr 98 (G98), som var likvärdig eller bättre än britternas gevär ifråga om träffsäkerhet, räckvidd och pålitlighet. Men den var inte lika lämpad för snabb eldgivning då den bara hade 5 skott i magasinet, hälften av vad det brittiska geväret hade. Det franska geväret Lebel och ryska Mosin-Nagant var i allmänhet underlägsna de tyska och brittiska vapnen, särskilt pålitligheten och användbarheten var sämre. Fransmännen bytte under kriget till Berthiergevär.
De brittiska soldaterna var utrustade med en 53 cm svärdsbajonett, som var för lång för att vara riktigt effektiv i närstrid, men det var säkrare eftersom man inte riskerade att träffa en av sina egna. Enligt brittiska siffror orsakades bara 0,3 % av alla skador från bajonetter, men en bajonettskada ledde ofta till döden. Ett bajonettanfall kunde injaga skräck i motståndaren och få dem att fly eller kapitulera. Bajonetten användes också för att göra slut på sårade soldater under en framryckning, både för att spara ammunition och för att minska risken att bli anfallen bakifrån. De tyska soldaterna hade M1898-bajonetten, som var ett mycket effektivt vapen på öppen mark, men inte särskilt effektivt i de trånga skyttegravarna.
Många soldater föredrog en kort spade eller annat redskap framför en bajonett. De slipade bladet till en knivsegg så att den blev lika effektiv som en bajonett och den kortare längden gjorde dem enklare att hantera i de trånga skyttegravarna. Verktygen kunde också användas till att befästa en skyttegrav man intagit.
Eftersom soldaterna inte var lämpligt utrustade för skyttegravskrig var improviserade vapen vanliga i de första drabbningarna, till exempel olika sorters klubbor, knivar och till och med knogjärn. Allt eftersom kriget fortskred, fick man bättre utrustning och de improviserade vapnen slutade användas.
Pumphagelgevär användes framförallt av amerikanska soldater på västfronten. Ett hagelgevär skjuter ett stort antal hagel, istället för en enda kula. Varje kula gjorde mindre skada men ett hagelskott kunde orsaka flera allvarliga skador på nära håll. Ett hagelgevär var ett formidabelt vapen i närstrid – tillräckligt för att Tyskland skulle lämna in en formell protest mot deras användande och uppgav den 14 september 1918 att "varje fånge som innehar ett sådant vapen, eller ammunition dit hörande, har förverkat sitt liv" (hotet genomfördes dock inte). Den amerikanska militären skaffade hagelgevär speciellt utrustade för strid, så kallade "skyttegravsgevär". Dessa hade kortare pipor än vanliga hagelgevär, längre magasin, inga avsmalnande pipor och var ofta utrustade med värmesköldar och bajonetter. Anzac och brittiska soldater använde ett avsågat dubbelpipigt hagelgevär, för deras smidighet och effektivitet på nära håll.
Handgranaten blev ett av infanteriets primära vapen i skyttegravskriget. Båda sidor var snabba med att använda specialiserade bombgrupper. Granaten gjorde att soldaten kunde attackera indirekt (utan att utsätta sig själv för eldgivning) och det behövdes inte samma precision som för att använda ett gevär. Tyskarna och turkarna var väl utrustade med granater från början av kriget, men britterna, som hade slutat använda handgranater på 1870-talet och inte väntade sig ett belägringskrig, gick in i kriget med praktiskt taget inga så soldaterna fick tillverka bomber med vad de hade till hands. I slutet av 1915 hade den brittiska Millsbomben kommit i användning och i slutet av kriget hade 75 miljoner av dem tillverkats.

### Kulsprutan

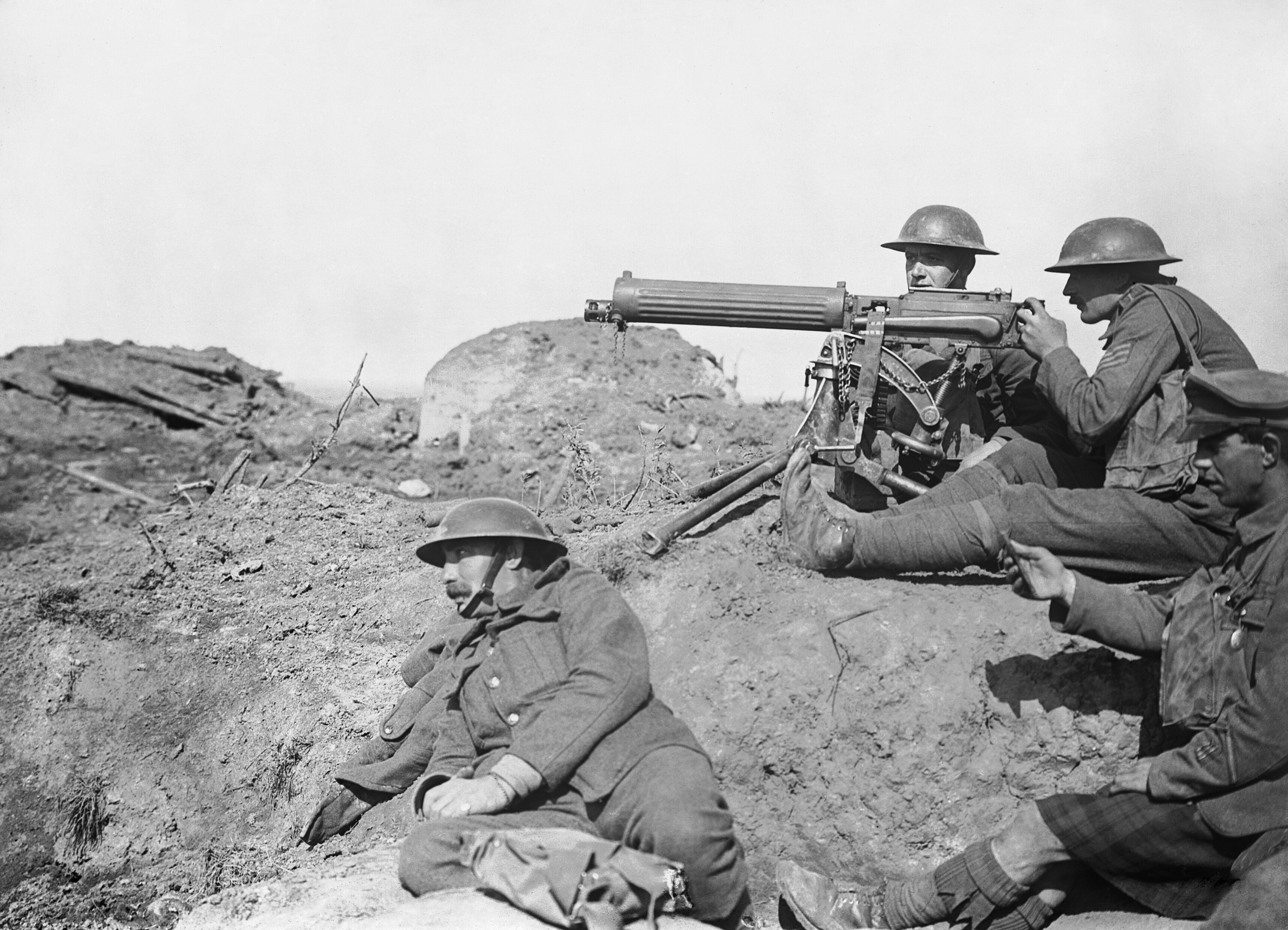
Brittiska soldater använder en Vickerskulspruta.

Kulsprutan är kanske det mest kännetecknande vapnet för skyttegravskrig, med bilderna av framryckande infanteri som mejas ner av en skur av kulor. Tyskarna tog till sig kulsprutan ända från starten. År 1904 var sexton enheter utrustade med Maschinengewehr och deras operatörer var elittrupperna ur infanteriet. Det brittiska infanteriet var utrustat med en maximkulspruta per bataljon; att jämföra med tyskarnas sex och ryssarnas åtta per bataljon. Efter 1915 använde tyskarna Maschinengewehr 08/15 och dess nummer kom in i det tyska språket som ett idiomatisk uttryck för "dödligt vanlig". Tyskarna utrustade även det turkiska infanteriet med vapnet.
De brittiska befälhavarna var inte särskilt entusiastiska över kulspruteteknologin; de ansåg att den var "osportslig" och uppmanade till defensiv krigföring, och de kom efter tyskarna i användandet av vapnet. Sir Douglas Haig lär ha sagt 1915 att "kulsprutan är ett mycket överskattat vapen; två per bataljon är mer än tillräckligt", vilket resulterade i ett rekordhögt antal brittiska stupade. År 1915 bildades Machine Gun Corps för att utbilda och tillhandahålla tillräckligt med tunga kulsprutegrupper. För att kunna möta efterfrågan lades produktionen av Vickerskulsprutan ut på amerikanska fabriker. 1917 var varje kompani i de brittiska styrkorna utrustade med fyra lätta Lewiskulsprutor, vilket signifikant ökade deras eldkraft.

### Artilleri
Artilleriet dominerade slagfältet i skyttegravskriget. En infanteriattack var sällan framgångsrik om den avancerade bortom artilleriets räckvidd. Förutom att bombardera fiendens infanteri i skyttegravarna, användes artilleriet också i strid med fiendens artilleri för att förstöra deras kanoner.
Artilleripjäserna var av två typer: kanoner och haubitsar. Kanoner sköt snabba kulor i en låg bana och användes ofta för att skjuta splittergranater eller förstöra taggtråd. Haubitserna lyfte granaten i en hög båge så att den föll ner på marken. Det tyngsta artilleriet var vanligtvis haubitser. Den tyska 420 mm haubitsen vägde 20 ton och kunde avfyra en 1 ton tung granat över 10 km.
En kritisk detalj på de moderna artilleripjäserna var den hydrauliska rekylmekanismen vilken gjorde att kanonen inte behövde siktas om efter varje skott. Till en början behövde varje kanon en observatör som registrerade var projektilen träffade. Denna observatör varnade ofta fienden för var en attack planerades. Mot slutet av 1917 utvecklades artilleritekniker som möjliggjorde eldgivning utan registrering.

### Gas

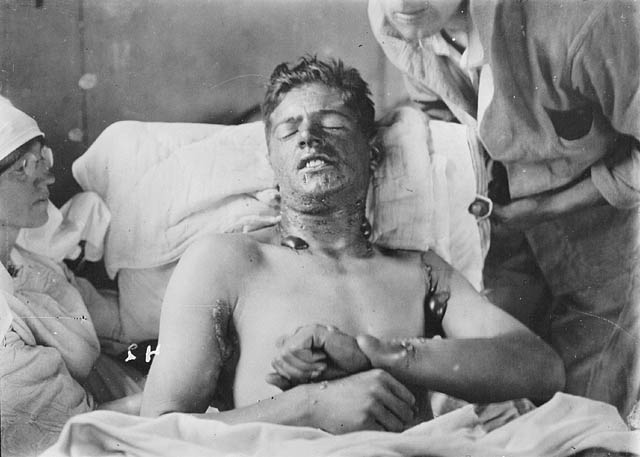
En kanadensisk soldat med brännskador efter att ha utsatts för senapsgas under första världskriget.

Tårgas användes först av fransmännen i augusti 1914, men detta kunde bara sätta fienden ur strid tillfälligt. I april 1915 användes klorgas för första gången av tyskarna vid andra slaget vid Ypres. En tillräckligt stor dos kunde döda, men gasen var lätt att upptäcka med syn och lukt. De som inte dog vid exponering kunde få permanenta lungskador.
Fosgen, som användes första gången i december 1915, var den dödligaste gasen i första världskriget. Den var 18 gånger kraftfullare än klor och svårare att upptäcka. Men den mest effektiva gasen var senapsgas som introducerades av tyskarna i juli 1917. Senapsgas var inte lika dödlig som fosgen, men den var svår att upptäcka och låg kvar på slagfältet och kunde därför skörda offer under en lång tid. De brännskadeliknande skadorna gasen gav var så svåra att de som utsattes förmodligen inte kunde delta i strid igen. Bara 2 % av de som utsattes för senapsgas dog och då framförallt av infektioner.
Den första metoden att släppa ut gas var att släppa ut den från en cylinder när vindriktningen var gynnsam. I ett sådant system var givetvis vanligt att något gick snett om vindriktningen missbedömdes. Cylindrarna behövde också placeras där de inte kunde träffas av artillerield. Senare under kriget sköts gasen iväg av artilleri eller granatkastare.

## Slutet för skyttegravskrigen
Flera faktorer bidrog till att göra skyttegravskrigen omoderna. Samordnade operationer mellan flera vapenslag, ny infanteritaktik och ökad mobilitet gjorde att man mot slutet av första världskriget kunde bryta igenom fiendens försvarsverk.
Efter att Ryssland drog sig ur kriget kunde tyskarna förstärka västfronten med soldater från östfronten. De utnyttjade detta genom att ta avdelningar från fronten och träna dem i ny taktik. Dessa trupper kallades stosstruppen. De nya metoderna innebar att soldaterna ryckte fram i små grupper, använde det som var tillgängligt för skydd och täckte de andra grupperna med eld varefter de ryckte fram. De nya taktikerna innebar också att man anföll fiendens svaga punkter och undvek de starkare. Man insåg också att det inte var möjligt att följa stora, detaljerade planer i strid och man överlät en del av initiativet på lägre officerare. Dessa taktiker visade sig vara effektiva under den tyska våroffensiven 1918.
Stridsvagnen kom att bidra till att ge infanteriet både mobilitet och skydd mot infanterield. I början användes de sporadiskt, men efter hand utvecklade man taktiker att använda stridsvagnar mot tyska styrkor under slutet av kriget.
Under de sista hundra dagarna av första världskriget slog brittiska styrkor igenom det tyska skyttegravssystemet och drev tillbaka tyskarna mot Tyskland. De använde infanteri med stöd av stridsvagnar och i nära samarbete med flyget. Detta var taktiker som utvecklades vidare under mellankrigstiden. De här idéerna plockade tyskarna upp och vidareutvecklade till blixtkrigskonceptet.
De överlägsna segrarna för de tyska styrkorna tidigt i andra världskriget visade att blixtkriget fungerade och att stora fortifikationer som Maginotlinjen hade blivit omoderna då de kunde undgås. Amfibisk krigföring tillsammans med stöd från flyg och luftlandsättningar bakom fiendens linjer gjorde att de allierade kunde kringgå tyska befästningar 1944.
Samarbete mellan vapenslagen, där infanteri, artilleri, kavalleri, ingenjörstrupper och flygvapen samarbetar gjorde skyttegravskrigen omoderna. Fundamentet för modern krigföring ligger i delvis självständiga små grupper som tar lokala initiativ och har bra samband med huvudkvarteret.

## Moderna skyttegravskrig
Koreakriget (1950-1953) utvecklade sig till ett skyttegravskrig under konfliktens långa slutfas. Även Iran–Irak-kriget hade tidvis karaktären av ett skyttegravskrig.
I det Eritreansk-etiopiska kriget 1998–2000, rörande en gränskonflikt, var förlusterna mycket stora med cirka 100 000 döda. En bidragande orsak till de höga dödstalen var användandet av skyttegravskrig.